# Ptychidio longibarbus
Ptychidio longibarbus är en fiskart som beskrevs av Chen och Chen, 1989. Ptychidio longibarbus ingår i släktet Ptychidio och familjen karpfiskar. Inga underarter finns listade i Catalogue of Life.